# Edward Riou

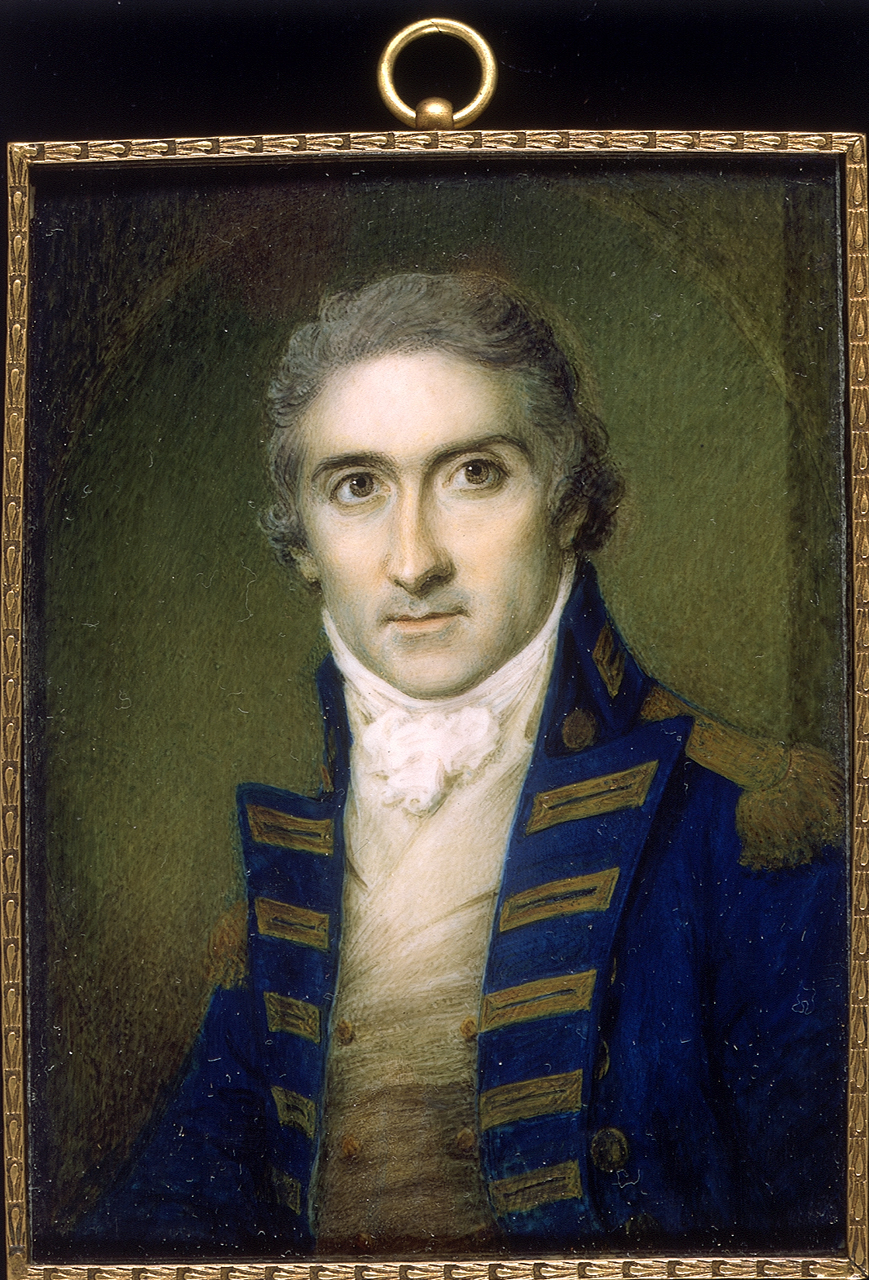
Edward Riou

Edward Riou (* 20. November 1762; † 2. April 1801) war ein Kapitän der britischen Royal Navy.
Riou trat bereits in jungen Jahren in die Marine ein und wurde 1780 zum Lieutenant befördert. Neun Jahre später kommandierte er die Guardian, die mit anderen Schiffen der Second Fleet Sträflinge, Versorgungsgüter und Bedienstete von Großbritannien nach Australien bringen sollte. Nachdem das Schiff auf dem Weg vom  Kap der Guten Hoffnung nach Port Jackson durch Kontakt mit einem Eisberg leckgeschlagen war und das Ruder beschädigt war, verließ ein großer Teil der an Bord Befindlichen das Schiff mit fünf Booten, von denen nur eines einen Hafen erreichte. 62 Menschen, darunter 21 der 25 Sträflinge blieben an Bord und schafften es durch ständiges Lenzen und Abdichten des Lecks zurück zum Kap. Er schaffte es, unter den Sträflingen Disziplin zu halten und bedankte sich nach der Ankunft mit einem positiven Bericht, der den Sträflingen eine teilweise Amnestie verschaffte. Riou wurde dafür befördert.
Er blieb nicht länger Kommandeur und wurde 1781 versetzt.  1794 nahm er unter Sir John Jervis an den Operationen um Martinique und Guadeloupe teil. Auf der Amazon begleitete er 1801 die Expedition von Sir Hyde Parker in die Ostsee. Seine Fregatte führte bei der Seeschlacht von Kopenhagen die Flotte auf dem Weg durch den Kanal bei Kopenhagen. In der Schlacht war er als Commodore einer leichten Schwadron Nelsons Abteilung unterstellt. Da drei Linienschiffe auf Grund liefen, sahen sich Riou und seine Fregatten der konzentrierten Feuerkraft der Batterie von Trekroner ausgesetzt. Früh im Kampf wurde er verwundet, weigerte sich aber, das Deck zu verlassen. Als er auf einer Lafette sitzend das Feuer seiner Männer leitete, wurde er durch eine Kanonenkugel getötet. Nelson, der Riou vor dieser Schlacht nicht kennengelernt hatte, sprach danach von einem unersetzlichen Verlust.
Der Marinehistoriker Sir Jahleel Brenton (1770–1844) erklärte, dass er alle Qualitäten eines perfekten Offiziers gehabt habe. Das Parlament gedachte Riou in einem Gedenkgottesdienst in der St Paul’s Cathedral.